# Aktion Widerstand

Logo der Aktion Widerstand

Die Aktion Widerstand war eine rechtsextreme Organisation, die von 1970 bis 1971 in der Bundesrepublik Deutschland bestand. 

## Geschichte
Die Idee zur Aktion Widerstand entstand im Umfeld der gewalttätigen Demonstrationen anlässlich des Besuchs des Ministerpräsidenten der DDR, Willi Stoph, am 21. Mai 1970 in Kassel. Die Organisatoren der Demonstration, Bernhard C. Wintzek, Alfred Ernst Manke und Herbert Böhme, bildeten am 4. Oktober 1970 das sogenannte Bündnis Aktion W. 
Formell gegründet wurde die Aktion Widerstand e. V. (AW) von Funktionären der NPD am 5. Oktober 1970 in München. Unter den Gründungsmitgliedern befanden sich unter anderem Peter Kleist, Linus Kather, Gert Sudholt, Waldemar Schütz und Arthur Ehrhardt sowie Andreas Rau, Bundesjugendreferent in der NPD, der den Aufbau der JN leitete. Der Parteivorstand finanzierte weitgehend die Propagandaaktivitäten.

## Inhaltliches Profil
Nachdem die rechtsextreme NPD mit 4,3 % der Stimmen bei der Bundestagswahl 1969 den Einzug in den Bundestag verpasst hatte, erfolgte ein rascher Niedergang der Partei. Mit Gründung der Aktion Widerstand als außerparlamentarischer Bewegung versuchte die NPD ein Auseinanderbrechen zu verhindern. Fokussiert waren alle Aktivitäten dieser Organisation auf den Versuch, die Ostpolitik der damaligen Bundesregierung zu stoppen. Eine Reihe weiterer rechtsextremer Organisationen schlossen sich der Aktion Widerstand an, so zum Beispiel das Deutsche Kulturwerk Europäischen Geistes (DKEG), die Aktion Oder-Neiße (AKON), die Gemeinschaft Ostdeutscher Grundeigentümer (GOG) sowie der Arbeitskreis Volkstreuer Verbände (AVV). An einem Gründungskongress der Aktion Widerstand am 31. Oktober 1970 in Würzburg nahmen rund 3000 Rechtsextremisten teil. Die Würzburger Originalreden von Bernhard-Christian Wintzek und Alfred Ernst Manke enthielten weitläufige Beschimpfungen der damaligen Regierung. Auf der anschließenden gewalttätig verlaufenden Demonstration erklangen die Sprechchöre „Walter Scheel und Willy Brandt – Volksverräter an die Wand“ oder „Deutsches Land wird nicht verschenkt – eher wird der Brandt gehängt“. Zum harten Kern der Aktion Widerstand zählte die von dem ehemaligen NPD-Funktionär Dierck Schwartländer gegründete Deutsch-Soziale Aktion (DSA).

## Auflösung
Da in der Folge fast sämtliche Veranstaltungen und Demonstrationen der Aktion Widerstand gewalttätig verliefen (unter anderem unter der Parole „Brandt an die Wand“), distanzierte sich die NPD sehr schnell von dieser in SA-Manier agierenden Vereinigung. Am 20. Juni 1971 erfolgte ein Beschluss des NPD-Parteivorstandes, die Aktion Widerstand nicht mehr zu unterstützen. Nach dieser Distanzierung wurde die Organisation im selben Jahr von ihren Gründern aufgelöst.
Für die Geschichte des militanten Rechtsextremismus bzw. Rechtsterrorismus ist die kurze Episode der Aktion Widerstand insofern relevant, als nach deren Auflösung zahlreiche kleinere militante Vereinigungen und Wehrsportgruppen entstanden, die zwischen den 1970er und 1990er Jahren verboten wurden (etwa die Wehrsportgruppe Hengst, die Wehrsportgruppe Hoffmann, Michael Kühnens ANS/NA, Friedhelm Busses VSBD und Manfred Roeders Deutsche Aktionsgruppen).
Die Jugendorganisation der NPD, die JN, nutzt den Namen Aktion Widerstand bis heute.